# Franco II di Narbona
Franco, Francó in catalano e Francis in spagnolo (secolo IX – circa 924), è stato un nobile franco, visconte di Narbona dall'919 fino alla sua morte.

## Origine
Di Franco non si conoscono gli ascendenti.

Secondo la Gran enciclopèdia catalana - vescomtat de Narbona era figlio del Visconte di Narbona, Maiol I e della moglie, Raimonda di Tolosa, che secondo lo storico francese, specializzato nella genealogia dei personaggi dell’Antichità e dell'Alto Medioevo, era figlia del Conte di Tolosa, Raimondo I.

Secondo altri era figlio del Visconte di Narbona, Franco I e della moglie di cui non si conoscono né il nome né gli ascendenti.

## Biografia
Di Franco si hanno poche notizie.

La penisola iberica con a nord la marca di Spagna e Tolosa verso la metà del IX secolo

Franco viene citato come visconte di Narbona, nella Gran enciclopèdia catalana - vescomtat de Narbona, come successore di Alberico II; e sempre secondo la Gran enciclopèdia catalana - vescomtat de Narbona, era succeduto ad Alberico II, già nel 916.
Secondo Jacqueline Caille, nel suo Vicomtes et vicomté de Narbonne, Des origines au début du xiiie siècle, Franco, nel 919, succedette Alberico II.
La viscontea di Narbona era stata garantita a Franco II dal re dei Franchi occidentali, Carlo il Semplice, come conferma il documento n° 50 delle Preuves de l'Histoire générale de Languedoc: avec des notes et les pièces, Volume 5, datato 17 dicembre 924, inerente ad una donazione all'abbazia di Montolieu fatta dal figlio, Oddone, assieme a sua moglie Richilda (Oddo, nutu Dei vicecomes cum uxore mea nomine Richelde).

Questo stesso documento conferma che Franco a quella data era già morto e gli era succeduto il figlio, Oddone, in quanto Oddone viene citato col titolo di visconte (Oddo, nutu Dei vicecomes) e dichiara di aver ereditato le terre date in dono dal padre Franco e dalla madre Arsinda (genitoris nomine Franconis et meæ genetricis nomine Ersindis), deceduti (qui fuerunt quondam).

## Matrimonio e discendenza
Franco aveva sposato Arsinda, che secondo il documento n° 55, paragrafo II, delle Preuves de l'Histoire générale de Languedoc: avec des notes et les pièces, Volume 5, datato 10 aprile 931, era figlia del conte d'Empúries, e di Rossiglione, Sunyer II di Empúries, inerente ad una donazione fatta dai fratelli, Guadaldo, vescovo di Elne e Gausberto, conte di Rossiglione e Empúries (Waldaldus gratia Dei sedis Elenensis et Gauzbertus comes) in suffragio dei genitori Sunyer e Ermengarda e dei fratelli Bencione, conte di Empúries e Elmerado, vescovo di Elne (Suniario comite et uxori Ermengardis et Bencone comite et Almerado episcopo) e del cognato Franco e la moglie Arsinda (Franchone vicecomite et uxori suae Eirtsinde).

Franco da Arsinda ebbe un figlio:
- Oddone, Visconte di Narbona[4].

### Fonti primarie
- (LA)  #ES Histoire générale de Languedoc avec notes et pièces justificatives, Volume 5.

### Letteratura storiografica
- (LA)  (FR)  Jacqueline Caille. Vicomtes et vicomté de Narbonne, Des origines au début du xiiie siècle.